# António de Baena
António de Baena (fl. 1540/1562) foi um cavaleiro e compositor português do Renascimento. Hipoteticamente, pode também ter desenvolvido atividade como cronista.

## Biografia
António de Baena era filho do músico espanhol Gonçalo de Baena. Foi, simultaneamente com o seu pai e João de Badajoz, músico de câmara dos reis portugueses D. João III e D. Sebastião. Em 1540, numa tentativa evidente de divulgar a obra do seu filho, Gonçalo de Baena publica Arte novamente inventada pera aprender a tanger uma coleção de adaptações para tecla de várias composições de grandes nomes da música franco-flamenga e ibérica, incluindo também várias obras de António de Baena.
Em 1558 é listado ainda como músico de câmara, aquando da morte de D. João III. Escreveu uma "Arte de Música".

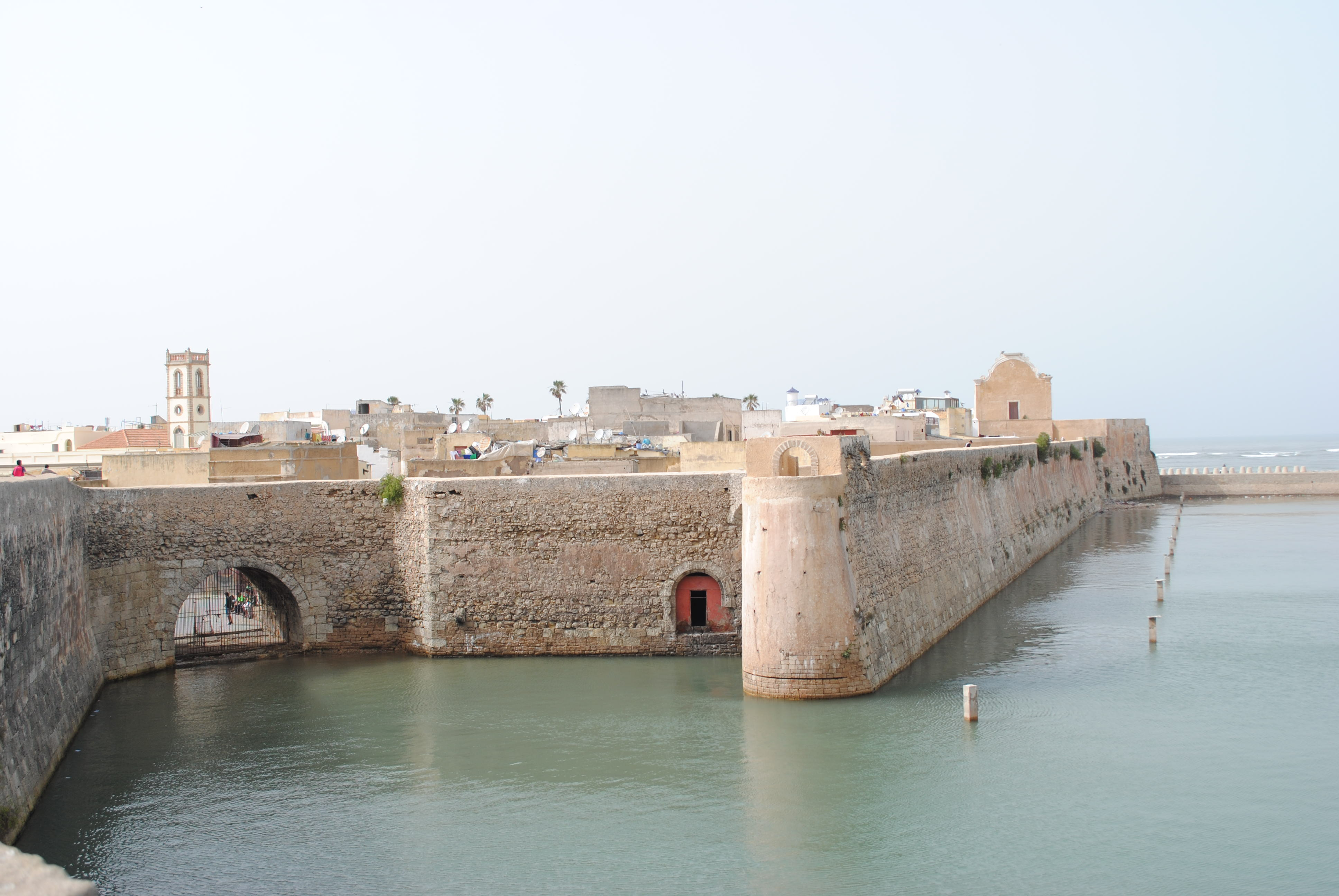
Fortaleza de Mazagão

Participou nas campanhas militares no norte de África. Em Mazagão, foi armado cavaleiro pelo capitão Álvaro de Carvalho, aquando do grande cerco de 1562 pelo xarife de Marrocos Abedalá Algalibe. Um alvará foi posteriormente apresentado ao rei D. Sebastião, que confirmou a ordem de cavalaria em 18 de setembro de 1562:
| “ | D. Sebastião […] faço saber aos que esta minha carta virem que por parte de António de Baena, meu músico de câmara, filho de Gonçalo de Baena, me foi apresentado um alvará de cavaleiro de Álvaro de Carvalho, do meu conselho e capitão da minha vila de Mazagão, feito em ela aos dezasseis dias do mês de maio deste presente ano de MDLXII no qual se continha que ele fizera e armara cavaleiro ao dito António de Baena por se achar na dita vila estando cercada do cerco que lhe o xerife pusera, onde o ele fizera como de sua pessoa se esperava e por ele bem merecer a ordem de cavalaria e acudir a todos os rebates e repiques que se deram na dita vila […] visto seu requerimento e por fazer certo de seu serviço e da qualidade de sua pessoa e querendo-lhe fazer graça e mercê, hei por bem e me praz de lha confirmar […] a XVIII dias do mês de setembro, ano do nascimento de Nosso Senhor Jesus Cristo de mil e quinhentos sessenta e dois. | ” |
|   | — Sebastião de Portugal, Duarte Nunes, Baltasar da Costa, Chancelaria de D. Sebastião e D. Henrique. |   |

Conferia-lhe “os privilégios, graças e franquezas” inerentes. Por essa altura, parece ter deixado a Música e, hipoteticamente, se dedicado à escrita de crónicas. Isto, caso corresponda à mesma personalidade que "António de Vayena", o autor das obras manuscritas: Crónica e sumário do cerco e combates de Mazagão, Crónica D'El Rei Dom Sebastião e Crónica D'El Rei Dom Henrique.

## Obra

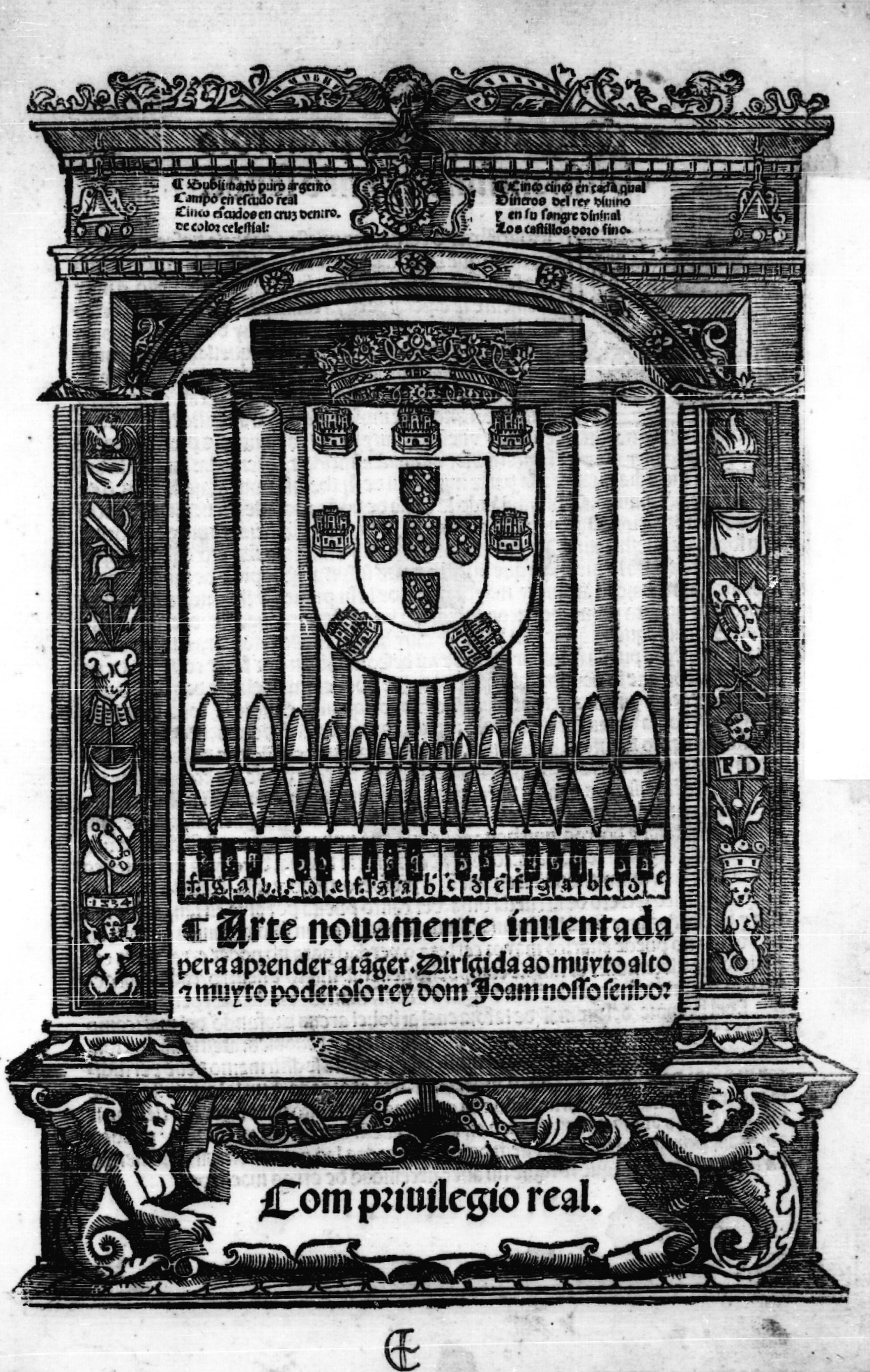
"Arte novamente inventada pera aprender a tanger" (1540)

A obra que subsiste de António de Baena é na sua totalidade sacra e sobrevivente apenas nos arranjos para tecla de Gonçalo de Baena:
- “Missa Sola la fare mi vida”
  - "Sanctus" do 1.º tom, a 4vv
  - "Osanna" do 1.º tom, a 4vv
- “Missa La sol fa re mi”
  - "Pleni sunt" do 4.º tom, a 4vv
- “Missa Fa re mi re”
  - "Agnus Dei" do 1.º tom, a 4vv
- "Benedictus" do 1.º tom, a 3vv
- "Pleni sunt" do 8.º tom, a 3vv
- "Kyrie eleison" do 1.º tom, a 4vv
- "Kyrie eleison" do 8.º tom, a 4vv
- "Kyrie eleison" do 6.º tom, a 4vv (2 versões)
- "Christe eleison" do 6.º tom, a 4vv[2]